# 구주쿠섬

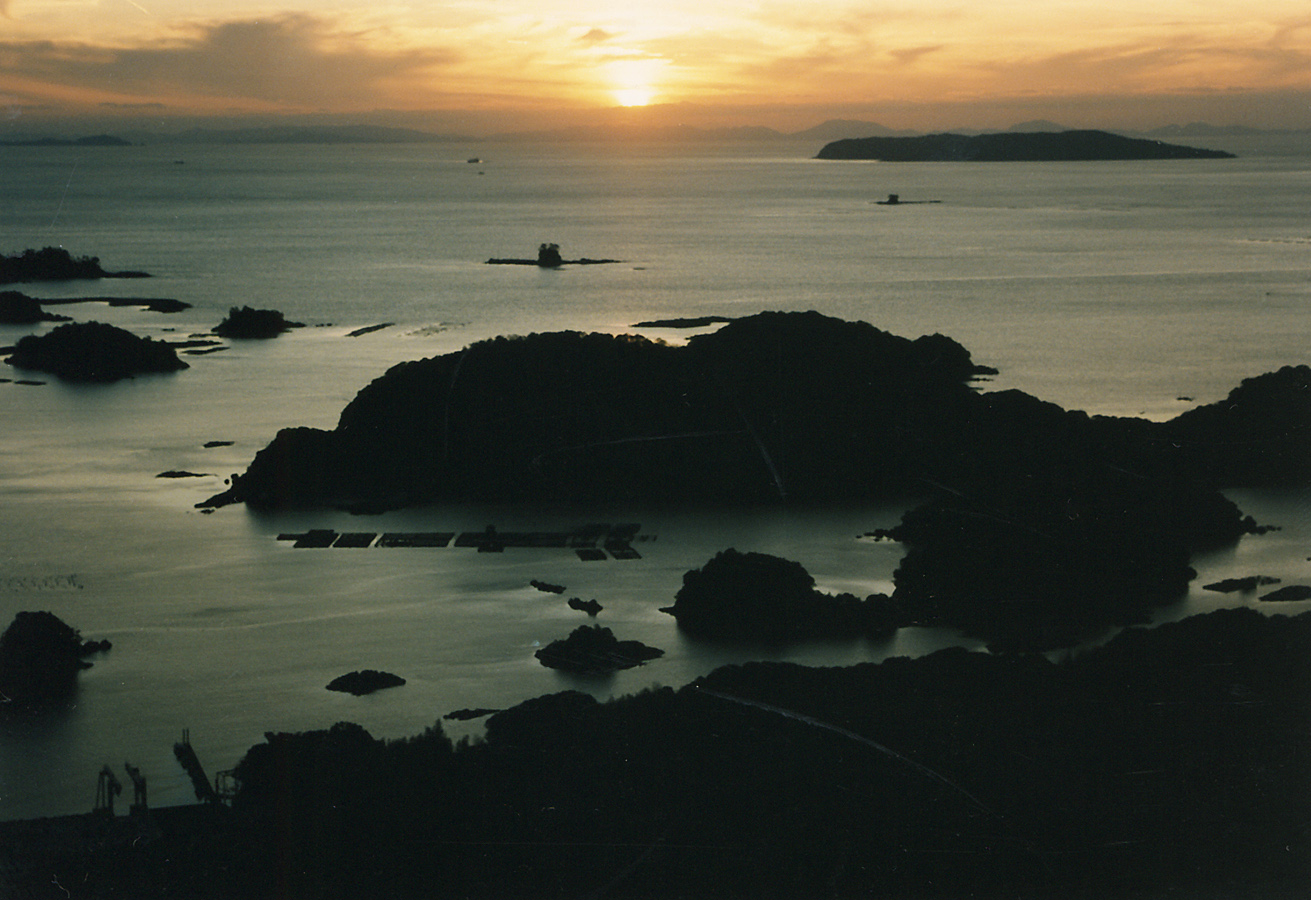
구주쿠 섬

구주쿠섬(일본어: 九十九島)은 일본 나가사키현 기타마쓰우라반도의 서해안에 놓여있는 군도이다. 이 섬들은 사세보시, 히라도시, 시카마치정에 속하고 있다. 섬들의 개수는 현재 공식적으로 208개인 것으로 여겨지고 있다. 지역 전체는 사이카이 국립공원으로 지정되어 있다.